# Les Ailes d'Alexanne
 (mars 2025).
Motif : Notoriété encyclopédique de cette série ? L'article date de 2010, sans sources indépendantes pour démontrer en quoi elle est notable.
- Archive Wikiwix
- Bing
- Cairn
- DuckDuckGo
- E. Universalis
- Gallica
- Google
- G. Books
- G. News
- G. Scholar
- Persée
- Qwant
- (zh) Baidu
- (ru) Yandex
- (wd) trouver des œuvres sur Wikidata

| 1. | Préciser le motif de la pose du bandeau. | Précisez le motif de la pose du bandeau en utilisant la syntaxe suivante : {{admissibilité à vérifier\|date=mars 2025\|motif=remplacez ce texte par le motif}}                            |
| 2. | Informer les utilisateurs concernés.     | Pensez à avertir le créateur de l'article, par exemple, en insérant le code ci-dessous sur sa page de discussion : {{subst:avertissement admissibilité à vérifier\|Les Ailes d'Alexanne}} |

Les Ailes d'Alexanne est un cycle de fantasy écrit par Anne Robillard. Cette série compte actuellement dix tomes.

## Tomes
1. 4 h 44, Guy Saint-Jean, 2010, 312 p.  (ISBN 978-2-89455-350-3)Réédité aux éditions Michel Lafon en 2011, 365 p. (ISBN 978-2-7499-1447-3), puis par les mêmes éditions au format poche en 2014, 388 p. (ISBN 979-10-224-0035-0)
2. Mikal, Guy Saint-Jean, 2010, 319 p.  (ISBN 978-2-89455-364-0)Réédité aux éditions Michel Lafon en 2012, 352 p. (ISBN 978-2-7499-1573-9), puis par les mêmes éditions au format poche en 2014, 391 p. (ISBN 979-10-224-0066-4)
3. Le Faucheur, Guy Saint-Jean, 2011, 327 p.  (ISBN 978-2-89455-475-3)Réédité aux éditions Michel Lafon en 2012, 360 p. (ISBN 978-2-7499-1639-2), puis par les mêmes éditions au format poche en 2015, 406 p. (ISBN 979-10-224-0067-1)
4. Sara-Anne, Guy Saint-Jean, 2013, 327 p.  (ISBN 978-2-89455-606-1)Réédité aux éditions Michel Lafon en 2013, 361 p. (ISBN 978-2-7499-1781-8), puis par les mêmes éditions au format poche en 2015, 398 p. (ISBN 979-10-224-0068-8)
5. Spirales, Guy Saint-Jean, 2014, 327 p.  (ISBN 978-2-89455-740-2)Réédité aux éditions Michel Lafon en 2015, 362 p. (ISBN 978-2-7499-2442-7), puis par les mêmes éditions au format poche en 2016, 390 p. (ISBN 979-10-224-0173-9)
6. Sirènes, Guy Saint-Jean, 2015, 336 p.  (ISBN 978-2-89455-521-7)Réédité aux éditions Michel Lafon en 2016, 351 p. (ISBN 978-2-7499-2832-6), puis par les mêmes éditions au format poche en 2017, 380 p. (ISBN 979-10-224-0188-3)
7. James, Guy Saint-Jean, 2016, 335 p.  (ISBN 978-2-89758-222-7)Réédité aux éditions Michel Lafon en 2017, 343 p. (ISBN 978-2-7499-3213-2), puis par les mêmes éditions au format poche en 2018, 376 p. (ISBN 979-10-224-0271-2)
8. Alba, Guy Saint-Jean, 2018, 327 p.  (ISBN 978-2-89758-429-0)Réédité aux éditions Michel Lafon en 2018, 328 p. (ISBN 978-2-7499-3603-1), puis par les mêmes éditions au format poche en 2019, 362 p. (ISBN 979-10-224-0346-7)
9. Éire, Guy Saint-Jean, 2019, 329 p.  (ISBN 978-2-89758-418-4)Réédité aux éditions Michel Lafon en 2021, 328 p. (ISBN 978-2-7499-4545-3), puis par les mêmes éditions au format poche en 2022, 366 p. (ISBN 979-10-224-0536-2)
10. Marie, Wellan Inc., 2022, 312 p.  (ISBN 978-2-925162-09-4)Réédité aux éditions Michel Lafon en 2023, 338 p. (ISBN 978-2-7499-5431-8)